# Brandy Johnson
Brandy Johnson-Scharpf, (Tallahassee, 30 de abril de 1973) foi uma ginasta que competiu em provas de ginástica artística pelos Estados Unidos da América.
Brandy foi a segunda colocada no Mundial de Roterdã, em 1989, na prova do salto sobre a mesa. Nos anos 2000, fora inserida no USA Gymnastics Hall of Fame.

## Carreira
Membro do Brown's Gymnastics, em Orlando, na Flórida, Johnson fez sua estreia competitiva em 1986, no Campeonato Olímpico Nacional, no qual conquistou as vitórias do concurso geral, da trave, do salto e do solo. No ano seguinte, aos catorze de idade, venceu o individual geral do Campeonato Nacional Americano, na categoria júnior e participou da Copa Chinichi, no Japão, terminando na 20ª colocação.
Em 1988, a ginasta mudou-se para Houston, no Texas, a fim de ser treinada por Marta e Béla Károlyi. No Nacional, atingiu a sexta colocação geral e no Pré-Olímpico, a quarta, conquistando assim, a vaga para disputar sua primeira Olimpíada. Nela, os Jogos de Seul, Brandy foi à final do all around, no qual atingiu a décima posição, e do salto, no qual chegou ao quinto lugar. Coletivamente, também fora à final, ao lado de Phoebe Mills e as demais compatriotas. Em 1989, retornou ao Brown's, que abandonara para treinar pela equipe nacional e, no Campeonato Americano, conquistou o ouro do geral individual, do salto sobre a mesa, do solo e da trave. Nesse mesmo ano, participou de seu primeiro mundial, o Campeonato de Stuttgart, no qual, empatada com a romena Cristina Bontaş, conquistou a medalha de prata no salto - a única da nação nesta edição. No concurso geral, foi a 17ª ranqueada - a época, a melhor colocação norte-americana feminina. Por conta destes feitos, a ginasta, no ano seguinte, foi nomeada ao Sullivan Award.[carece de fontes?]
Em 1990 e 1991, os últimos da carreira, não participou de competições de grande porte, arquivando bons resultados no Nacional e no Festival Olímpico. Após retirar-se, começou a trabalhar como dublê, casou-se e teve um filho. Mais tarde, abriu o Brandy Johnson's Global Gymnastics, em Clermont, na Flórida. Em 2000, foi introduzida no USA Gymnastics Hall of Fame.[carece de fontes?]

## Principais resultados
| Ano  | Evento                                    | AA                | Equipe | Salto sobre o cavalo. | Trave.           | Barras assimétricas. | Solo.            |
| ---- | ----------------------------------------- | ----------------- | ------ | --------------------- | ---------------- | -------------------- | ---------------- |
| 1986 | Jogos Olímpicos Nacionais (júnior)        | Medalha de ouro   |        | Medalha de ouro       | Medalha de ouro  |                      | Medalha de ouro  |
| 1987 | Campeonato Nacional Americano (júnior)    | Medalha de ouro   |        |                       |                  |                      |                  |
| 1988 | Jogos Olímpicos                           | 10º               | 4º     | 5º                    |                  |                      |                  |
| 1988 | Campeonato Nacional Americano             |                   |        | Medalha de bronze     |                  |                      | Medalha de prata |
| 1989 | Campeonato Nacional Americano             | Medalha de ouro   |        | Medalha de ouro       | Medalha de ouro  |                      | Medalha de ouro  |
| 1989 | Campeonato Mundial de Ginástica Artística |                   |        | Medalha de prata      |                  |                      |                  |
| 1990 | Campeonato Nacional Americano             | Medalha de bronze |        |                       | Medalha de prata |                      | Medalha de prata |
| 1991 | World Professional Champs                 |                   |        | Medalha de ouro       | Medalha de ouro  |                      | Medalha de prata |
| 1996 | Reese's International                     | Medalha de prata  |        |                       |                  |                      |                  |